# Тепуї венесуельський
Тепуї венесуельський (Nannopsittaca panychlora) — вид папугоподібних птахів родини папугових (Psittacidae). Мешкає в Південній Америці.

## Опис
Довжина птаха становить 14 см. Забарвлення переважно зелене, живіт жовтувато-зелений. Крила мають зелені края, нижні покривні пера крил блакитні. Очі карі, навколо очей жовті кільця. Дзьоб сірий, лапи рожеві.

## Поширення і екологія
Венесуельські тепуї мешкають в тепуях Гвіанського нагір'я на півдні Венесуели і в сусідніх районах Гаяни і Бразилії, а також локально в горах Прибережного хребта на півночі Венесуели. Вони живуть у вологих гірських тропічних лісах, на висоті від 750 до 2200 м над рівнем моря. Зустрічаються зграями від 20 до 100 птахів.